# Clypeola
Clypeola és un gènere de plantes amb flors dins la família brassicàcia. És originari dels erms i les estepes de la regió mediterrània i iranoturaniana.Consta d'unes 8 o 9 espècies. Als Països Catalans només apareix l'espècie anomenada crenolla (Clypeola jonthlaspi).

## Altres espècies
| - Clypeola alliacea - Clypeola altaica - Clypeola alyssoides - Clypeola ambigua | - Clypeola aspera - Clypeola auriculata - Clypeola bruhnsii - Clypeola calycina |

## Sinònims
- Pseudoanastatica (Boiss.) Grossh.